# Homalium longifolium
Homalium longifolium là một loài thực vật thuộc họ Salicaceae. Loài này có ở Malaysia và Thái Lan.